# Soppe-le-Bas
Soppe-le-Bas é uma comuna francesa na região administrativa de Grande Leste, no departamento Alto Reno. Estende-se por uma área de 5,64 km². Em 2010 a comuna tinha 780 habitantes (densidade: 138,3 hab./km²).